# Автошлях Н 17
Автошлях Н 17 — раніше — шлях національного значення на території України, Львів — Радехів — Луцьк. Проходить територією Львівської та Волинської областей.
Починається у Львові, проходить через Кам'янку-Бузьку, Радехів, Горохів і закінчується у Луцьку. Загальна довжина — 130,5 км.

## Історія
Навесні 2014 стан автошляху був визнаним, як незадовільний.
2016 року розпочато капітальний ремонт дороги. Ремонт завершено у 2017 році. 
3 травня 2021 року, через обвал мосту поблизу села Гайок, частина автошляху Львів — Луцьк опинилася заблокованою для проїзду, внаслідок чого було визначено схему об'їзду пошкодженої ділянки.

## Акції протесту через незадовільний стан
- Навесні 2012 року селяни Кам'янко-Бузького району перекривали її через жахливий стан[4].
- 20 січня 2015 року мешканці Радехівщини понад годину ходили проїжджою частиною і навіть колядували[5].
- Активісти «Правого сектора» обіцяли перекрити «дорогу» Львів-Луцьк у селі Бабичі (Радехівський район) у серпні 2015 року через її незадовільний стан[6].